# Marie-Claude Asselin
Marie-Claude Asselin (* 1962 in Montréal, Québec) ist eine ehemalige kanadische Freestyle-Skierin. Sie startete in allen Disziplinen und hatte ihre Stärken im Aerials (Springen). Asselin gewann zweimal den Freestyle-Gesamtweltcup sowie sechs Disziplinenwertungen und 35 Einzelwettkämpfe, ehe sie ihre Karriere im Alter von 21 Jahren beendete.

## Biografie

### Sportliche Laufbahn
Marie-Claude Asselin stammt aus Sainte-Agathe-des-Monts und begann im Alter von sieben Jahren mit dem Skifahren. Während ihrer Karriere startete sie für den Mont Gabriel Freestyle Ski Club und wurde von John Eaves trainiert.
Asselin wurde 1977 in die kanadische Nachwuchsmannschaft aufgenommen und gewann im selben Jahr ihren ersten von zwei nationalen Juniorenmeistertiteln in der Freestyle-Kombination. Nach weiteren Erfolgen im Jugendbereich gab sie im Januar 1981 ihr Debüt im Freestyle-Skiing-Weltcup. Nachdem sie ihre ersten drei Wettkämpfe, Ballett, Aerials und Kombination in Livigno, allesamt auf dem Podest beendet hatte, gewann sie den vierten Wettkampf auf der Buckelpiste in Tignes. Mit zehn weiteren Siegen in ihrer Debütsaison gewann sie auf Anhieb den Gesamtweltcup und sicherte sich auch den Gewinn der Disziplinenwertungen in Aerials und Kombination.
Im Winter 1981/82 konnte sie ihre Dominanz fortsetzen und holte mit 14 Saisonsiegen erneut drei Kristallkugeln. In ihren beiden schwächeren Disziplinen Ballett und Moguls fiel sie leicht hinter die jeweiligen Spezialistinnen zurück. Ein Jahr später gewann sie zum dritten Mal Aerials- und Kombinationswertung, musste sich im Gesamtweltcup aber trotz weiterer zehn Siege der Schweizerin Conny Kissling geschlagen geben. Ihren letzten Weltcup bestritt Asselin im Januar 1984 im Alter von 21 Jahren. Mit ihren 35 Weltcupsiegen sorgte sie für eine frühe Bestmarke im Freestyle-Skiing, die erst ein paar Jahre später von Jan Bucher und Kissling übertroffen wurde.

### Weitere Karriere
Asselin blieb dem Sport nach ihrem Karriereende treu. 1985 rief sie den Circuit Mini-Bosses ins Leben, um Kindern bis elf Jahren den Wettkampf auf der Buckelpiste näherzubringen. 1991 erwarb sie sich einen Masterabschluss in Sportwissenschaften an der Universität Laval in Québec. Außerdem absolvierte sie eine Ausbildung zur kommerziellen Helikopterpilotin. Ab 1988 war sie Mitglied im Organisationskomitee für den Weltcup am Mont Gabriel, im Februar desselben Jahres kommentierte sie für TVA die Olympischen Winterspiele in Calgary. Nach Stationen im Kanadischen Olympischen Komitee und bei der Welt-Anti-Doping-Agentur ist sie seit 2007 CEO des Sport Dispute Resolution Centre of Canada (SDRCC), einer staatlich subventionierten Streitschlichtungsstelle für kanadische Spitzensportler.
Marie-Claude Asselin ist Mutter von zwei Söhnen.

## Erfolge

### Weltcupwertungen
| Saison | Gesamt | Gesamt | Aerials | Aerials | Moguls | Moguls | Ballett | Ballett | Kombination | Kombination |
| Saison | Platz  | Punkte | Platz   | Punkte  | Platz  | Punkte | Platz   | Punkte  | Platz       | Punkte      |
| ------ | ------ | ------ | ------- | ------- | ------ | ------ | ------- | ------- | ----------- | ----------- |
| 1981   | 1.     | 138    | 1.      | 46      | 4.     | 31     | 4.      | 31      | 1.          | 30          |
| 1982   | 1.     | 127    | 1.      | 48      | 6.     | 27     | 6.      | 22      | 1.          | 30          |
| 1983   | 2.     | 34     | 1.      | 48      | 5.     | 32     | 7.      | 31      | 1.          | 32          |
| 1984   | 38.    | 1      | –       | –       | 18.    | 4      | –       | –       | –           | –           |

### Weltcupsiege
Asselin errang im Weltcup 52 Podestplätze, davon 35 Siege:
| Datum            | Ort              | Land        | Disziplin   |
| ---------------- | ---------------- | ----------- | ----------- |
| 22. Januar 1981  | Tignes           | Frankreich  | Moguls      |
| 24. Januar 1981  | Tignes           | Frankreich  | Aerials     |
| 24. Januar 1981  | Tignes           | Frankreich  | Kombination |
| 1. Februar 1981  | Laax             | Schweiz     | Aerials     |
| 3. Februar 1981  | Laax             | Schweiz     | Kombination |
| 9. Februar 1981  | Seefeld          | Österreich  | Kombination |
| 15. Februar 1981 | Oberjoch         | Deutschland | Aerials     |
| 15. Februar 1981 | Oberjoch         | Deutschland | Kombination |
| 1. März 1981     | Mont Sainte-Anne | Kanada      | Aerials     |
| 18. März 1981    | Mount Norquay    | Kanada      | Kombination |
| 18. März 1981    | Mount Norquay    | Kanada      | Kombination |
| 10. Januar 1982  | Blackcomb        | Kanada      | Kombination |
| 10. Januar 1982  | Blackcomb        | Kanada      | Aerials     |
| 17. Januar 1982  | Calgary          | Kanada      | Aerials     |
| 31. Januar 1982  | Morin Heights    | Kanada      | Aerials     |
| 4. Februar 1982  | Mont Sainte-Anne | Kanada      | Kombination |
| 7. Februar 1982  | Mont Sainte-Anne | Kanada      | Aerials     |
| 7. Februar 1982  | Mont Sainte-Anne | Kanada      | Kombination |
| 28. Februar 1982 | Sella Nevea      | Italien     | Kombination |
| 28. Februar 1982 | Sella Nevea      | Italien     | Aerials     |
| 7. März 1982     | Adelboden        | Schweiz     | Kombination |
| 7. März 1982     | Adelboden        | Schweiz     | Aerials     |
| 21. März 1982    | Oberjoch         | Deutschland | Kombination |
| 26. März 1982    | Tignes           | Frankreich  | Aerials     |
| 26. März 1982    | Tignes           | Frankreich  | Kombination |
| 21. Januar 1983  | Tignes           | Frankreich  | Aerials     |
| 21. Januar 1983  | Tignes           | Frankreich  | Kombination |
| 22. Januar 1983  | Tignes           | Frankreich  | Aerials     |
| 4. Februar 1983  | Livigno          | Italien     | Kombination |
| 4. Februar 1983  | Livigno          | Italien     | Aerials     |
| 13. Februar 1983 | Ravascletto      | Italien     | Kombination |
| 13. Februar 1983 | Ravascletto      | Italien     | Aerials     |
| 19. Februar 1983 | Angel Fire       | USA         | Aerials     |
| 19. Februar 1983 | Angel Fire       | USA         | Aerials     |
| 19. Februar 1983 | Angel Fire       | USA         | Kombination |

### Weitere Erfolge
- 7 kanadische Meistertitel (u. a. Aerials, Moguls und Kombination 1983)[4][6]
- Nordamerika-Freestyle-Meisterin 1980
- Kanadische Jugendmeisterin in der Kombination 1977 und 1978[1]

## Auszeichnungen
- 1981: Canadian Francophone Athlete of the Year
- 1981 und 1982: International Freestyle Skier of the Year (Ski Racing Magazine)[7]
- 1982: Sport Excellence Award
- 1983: Canadian Athlete of the Year U20
- 1983: Elaine Tanner Trophy (Canada’s Female Athlete of the Year)
- 1991: Aufnahme in die Canadian Ski Hall of Fame
- 1992: Aufnahme in die Laurentian Ski Hall of Fame[2]